# 岐阜市勤労会館
岐阜市勤労会館（ぎふしきんろうかいかん）は、岐阜県岐阜市にある公共施設（勤労福祉施設）。

## 概要
勤労者の福祉の増進を目的とした施設である。1982年（昭和57年）竣工。
指定管理者制度を導入しており、岐阜地区労働組合協議会が管理運営する。

## 施設概要
1階
- 事務室 ※ 岐阜地区労働組合協議会事務室として使用
- 会議室 ※ フォーラム岐阜事務室として使用

2階
- 多目的ホール

定員120人
多目的ホールは多目的ホールA（定員60人）と多目的ホールB（定員60人）に分割して使用可能

## 利用案内
- 住所：岐阜県岐阜市曙町4丁目19番地1
- 利用時間：9:00～21:00
- 休館日：月曜日（月曜日が祝日の場合は翌日)、年末年始（12月29日～1月3日）

## アクセス

### 公共交通機関
- 名鉄各務原線 「田神駅」下車、徒歩で約15分。
- 岐阜バス「岐阜日産前」バス停より徒歩で約5分
  - 岐阜駅（JR岐阜駅バスターミナル）・名鉄岐阜駅（岐阜バスターミナル、名鉄岐阜のりば）より、岐阜日野線【B65】日野西。岐阜関線【B81】せき東山、【B83】岐阜医療科学大 。大洞団地線【B74】大洞緑団地。岐阜美濃線【B87】中濃庁舎。岐阜聖徳学園大学線【B52】富田学園、【B53】水海道。尾崎団地線【B55】【B58】諏訪山団地、【B56】【B59】各務原高校 、【B57】テクノプラザ。岐阜各務原線【B32】各務西町営業所。

※ 最寄りバス停は岐阜各務原線「曙町」バス停が近い（徒歩で約2分）が、平日3本のみの運行である。

## 周辺施設
- 岐阜競輪場
- 岐阜市民総合体育館
- 岐阜市立梅林中学校
- 岐阜市立長森西小学校
- 岐阜県公衆衛生検査センター
- 岐阜乗合自動車本社